# James Tenney
James Tenney (10. srpna 1934 Silver City, Nové Mexiko, USA – 24. srpna 2006 Valencia, Kalifornie, USA) byl americký klavírista, hudební skladatel a hudební teoretik. Studoval na University of Denver, Juilliard School, Bennington College a University of Illinois. Po ukončení studií začal spolupracovat s Johnem Cagem a hrál i s Harry Partchem. V září 1963 byl Tenney jedním z klavíristů, kteří se vystřídali na prvním kompletním představení díla „Vexations“ francouzského skladatele Erika Satieho. Mimo něj se během představení u klavíru objevili například David Tudor, John Cale nebo Philip Corner.